# Еммануїл де Роган-Полдюк
Еммануїл де Роган-Полдюк (Емманюель де Роан-Пульдю) (порт. Emmanuel de Rohan-Polduc; 18 квітня 1725 — 14 липня 1797) — великий магістр ордену госпітальєрів у 1775—1797 роках.

## Життєпис
Походив з молодшої гілки баронського французького роду де Роган. Його батька Жана де Рогана за підозрою у змові Понкале (спробі передати Бретань іспанцям) втік до Іспанії. Тут в провінція Ла Манча 1725 року народився Еммануїл.
Замолоду вступив до Мальтійського ордену. Служив при монарших дворах в Мадрид і Пармі, де став членом масонської ложі. Потім був посланцем ордену при дворі імператора Франца I. Протягом 1756—1758 років був адміралом орденських галер.
1775 року обирається великим магістром. Намагався призупинити розкладання членів ордену, розробивши 1782 року кодекс поведінки лицарів, який залишається чинним до тепер й названий Роган-Полдюк. Також зміцнив бастіони Валлетти, спорудивши форт Тіньє та вежу Сан-Лучано, де було розміщено кілька гарматних батарей. 1777 року відновив Зеббудж в правах міста, давши йому своє ім'я — Чітта Роган. Став засновником кафедри мореплавства та математики в державному університеті на Мальті. Він був першим великим магістром, який дозволив жінкам перебувати при його дворі.
Водночас складною залишалася фінансова ситуація через значні витрати і борги ордену за часів великого магістра Пінту да Фонсеки. Роган шукав нові доходи для ордену. Цьому сприяв заповіт князя Острозького, відповідно до якого Мальтійський орден отримав частку Острозької ординації, де 14 грудня 1775 року було створено Велике пріорство Польщі у складі 6 командорств. Завдяки енергії Рогана його було затверджено у 1776 році сеймом Речі Посполитої і 1777 року папою римським Пієм VI. 1783 року велике пріорство Польщі увійшло до новоствореної «мови» (провінції) Англії і Баварії.
Іншим напрямком отримання доходу стало широка підтримку корсарів (на Мальті відомих як корсо), що здійснювали напади на османські судна. Колись великий флот був пишним, але застарілим, тому він був змушений продавати свої кораблі по черзі Неаполітанському королівству
Більш потужного удару орден зазнав після рішень республіканського уряду Франції в з початком революції, оскільки французькі (1792 року), а потім нідерландські і західнонімецькі командорства ордену було секуляризовано. Водночас декретами Конвенту члени іноземних релігійних орденів втрачали французьке громадянство. Мальтійський орден опинився на межі банкрутства, а Роган зазнав інсульту, який залишив його частково паралізованим.
Внаслідок розділів Речі Посполитої 1793 і 1795 років велике пріорство опинилося у володіннях Російської імперії. У цих умовах Роган пішов на зближення з імператрицею Катериною II, призначивши особливого агента (посланця) графа Джуліо Літта. Втім не вдалося вирішити питання визнання російською імператрицею великого пріорства Польщі та отримання від нього коштів, оскільки Катерина II вимагала за це надання права російському флоту на стоянку на Мальті.
Питання вдалося вирішити за імператора Павла I шляхом перетворення великого пріорства Польщі на Російське католицьке пріорство. Про це 4 січня 1797 року було узгоджено відповідну Конвенцію. Але її ратифікація орденом затягнулася через захоплення посланця французьким республіканським загоном. Ратифікація відбулася після смерті де Рогана.
Помер Еммануїл де Роган-Полдюк в липні 1797 року. Новим великим магістром було обрано Фердинанда фон Гомпеша.